# Bryter Layter
Bryter Layter es el segundo álbum de estudio del cantautor británico de folk rock Nick Drake, grabado y editado en 1970 por Island Records. 
Tal como en Five Leaves Left, este disco contiene música con acompañamiento. Integrantes del grupo británico de folk rock Fairport Convention asistieron con las grabaciones del bajo, la guitarra eléctrica y la batería, mientras que John Cale (quien había formado parte de The Velvet Underground) participó con otros instrumentos como la viola, el clave, la celesta y el órgano.
Bryter Layter, al igual que su antecesor Five Leaves Left, no vendió una cantidad significativa de copias al ser lanzado al mercado, y las revisiones en su momento fueron mixtas: mientras que Record Mirror elogió a Drake llamándolo "un bello guitarrista" y consideró que los arreglos eran "suaves y hermosos", Melody Maker describió al álbum como "una torpe mezcla de folk y cocktail jazz".
Sin embargo, con el tiempo el álbum recibió mayor reconocimiento por parte de la crítica, al igual que el resto de la obra de Drake: en 1999 el periódico inglés The Guardian ubicó a Bryter Layter en el primer puesto de su lista "Alternative top 100 albums ever", conformada por los 100 mejores álbumes alternativos, mientras que la revista Rolling Stone lo ubicó en el puesto 245 de su lista de los "500 Greatest Albums of All Time" ("Los 500 mejores álbumes de todos los tiempos"), por encima de los otros dos álbumes que editó Drake durante su vida. Sin embargo, Drake no quedó satisfecho con el sonido "elaborado" del álbum, por lo que en su siguiente trabajo prefirió un sonido más minimalista.

## Reconocimientos
| Publicación     | País        | Premio                                              | Año  | Puesto |
| --------------- | ----------- | --------------------------------------------------- | ---- | ------ |
| The Guardian    | Reino Unido | Los 100 mejores álbumes alternativos de la historia | 2009 | 1      |
| Rate Your Music | EUA         | Los 100 mejores discos de la historia.              | 2012 | 75     |

## Lista de canciones
1. Introduction - 1:33
2. Hazey Jane II - 3:46
3. At the Chime of a City Clock - 4:47
4. One of These Things First - 4:52
5. Hazey Jane I - 4:31
6. Bryter Layter - 3:24
7. Fly - 3:00
8. Poor Boy - 6:09
9. Northern Sky - 3:47
10. Sunday - 3:42

Todas las canciones fueron escritas por Drake.

## Créditos
Nick Drake canta y toca la guitarra acústica en todos los temas si no se indica lo contrario.
- Introduction

Nick Drake - guitarra acústica
Dave Pegg - bajo eléctrico
Dave Mattacks - batería
Arreglos de cuerda por Robert Kirby
- Hazey Jane II

Dave Pegg - bajo
Dave Mattacks - batería
Richard Thompson - primera guitarra
Arreglos de metales por Robert Kirby
- At the Chime of a City Clock

Ray Warleigh - saxofón alto
Dave Pegg - bajo
Mike Kowalski - batería
Arreglos de cuerda por Robert Kirby
- One of These Things First

Paul Harris - piano
Ed Carter - bajo
Mike Kowalski - batería
- Hazey Jane I

Dave Pegg - bajo
Dave Mattacks - batería
Arreglos de cuerda por Robert Kirby
- Bryter Layter

Nick Drake - guitarra
Lyn Dobson - flauta
Dave Pegg - bajo
Dave Mattacks - batería
- Fly

John Cale - viola y clave
Dave Pegg - bajo
- Poor Boy

Ray Warleigh - saxofón alto
Chris McGregor - piano
Dave Pegg - bajo
Mike Kowalski - batería
Pat Arnold y Doris Troy - acompañamiento de voces
- Northern Sky

John Cale - celesta, piano y órgano
Dave Pegg - bajo
Mike Kowalski - batería
- Sunday

Nick Drake - guitarra
Ray Warleigh - flauta
Dave Pegg - bajo
Dave Mattacks - batería
Arreglos de cuerda por Robert Kirby